# Medaglia commemorativa dell'enciclica "Rerum Novarum"
La Medaglia commemorativa dell'enciclica "Rerum Novarum" venne istituita da papa Leone XIII nel 1891 per commemorare l'emissione dell'omonima enciclica.

## Insegne
La medaglia consiste in un tondo d'argento riportante sul diritto il busto di Leone XIII rivolto verso sinistra, attorniato dalla legenda "LEO XIII PONT. MAX. AN. XIV" e sotto il busto la firma dell'incisore BIANCHI. Il retro iporta invece nel campo la scritta "MERCES OPERARIORVM CLAMAT IN AVRES DOMINI".
Il nastro era metà rosso e metà giallo.